# Таврида (печера)
Таврида — протяжна печера карстового походження, найбільша в Передгірному Криму. Розташована поблизу селища Зуя в Білогірському районі Автономної Республіки Крим. Виявлена в 2018 році під час незаконного прокладання "автошляху федерального значення «Таврида».

## Опис
Будівельники "траси «Таврида» під час робіт розкрили природний карстовий колодязь завглибшки 14 м, з якого ведуть довгі магістральні галереї, з'єднані лабіринтами, 7-8 м заввишки та 4-6 м завширшки. Висота висхідних куполів у печері — до 12 м. За оцінками спелеологів, печера має яскраво підкреслену гіпогенну генезу, тобто була утворена напірними водами знизу. Більша частина галерей заповнена глиною, що ускладнює повне проходження порожнини.
Встановлена протяжність станом на літо 2018 р. становила не менш ніж 1015 м. 3 липня 2020 р. "керівник проекту «Кримського федерального університету ім. В. І. Вернадського» («КФУ») «Печера Таврида», голова Російської спілки спелеологів, «старший викладач кафедри землезнавства та геоморфології КФУ» Геннадій Самохін розповів, що дослідники під час пошуків природного входу до печери регулярно знаходять нові ходи до неї, збільшуючи таким чином її вивчену частину. При цьому він додав, що основна робота виконана у південній частині, і загалом було відкрито близько 400 м нових проходів. Також вчені мають дані про наявність ще не відкритих галерей печери, вхід до яких планується відшукати.
Перебування людини в печері без спеціального обладнання для дихання ускладнене через високий рівень вологи та низький вміст кисню (менш ніж 18 %). У вересні 2019 р. було виявлено палеовхід до печери; через дослідницькі роботи та відкритий карстовий колодязь, розкритий при виявленні печери, вміст кисню в ній зріс. Тоді ж стало відомо, що «КФУ» отримав «ліцензію» на використання ділянки території печери, готуючись залучити до праці різних вчених з Москви, Санкт-Петербурга, Єкатеринбурга, Уфи та надавши в рамках програми розвитку 150 млн рублів на створення наукової лабораторії, науково-освітнього та рекреаційного комплексу. 15 га землі у безстрокове та безоплатне користування «КФУ» для цього мали передати «адміністрація Білогірського району» та «Зуйська селищна рада».
У травні 2020 р. фахівці «КФУ» за один день пробурили новий вхід до печери, який веде до її найвіддаленішої частини і призначений лише для наукового користування; він становить собою обгороджений отвір восьмиметрової глибини під охороною. Тоді ж пролунали плани щодо початку будівництва великого входу до майбутнього науково-рекреаційного комплексу.
3 липня 2020 р. стало відомо, що в печері зафіксовано температурну аномалію: незважаючи на те, що середня річна температура у місцевості приблизно 10,5 °C, в печері температура незалежно від пори року практично не змінюється і тримається на рівні близько 13,5 °C. Пояснити це дослідники намагаються потоком глибинного тепла або сповільненням обміну повітря. Також вони планують з'ясувати, звідки в печері взявся вуглекислий газ, концентрація якого при розкритті перевищувала норму в 100 разів. Тоді ж було повідомлено, що облаштування печери планується завершити до кінця 2020 р., після чого у 2021 р. для відвідування туристами відкриють 575 м ходів. З цією метою в середині серпня 2020 р. розпочалося облаштування екскурсійного входу до печери, яке було заплановано завершити наприкінці року.

## Знахідки
Печера Таврида була лігвом велетенської хижої гієни пахікрокути (Pachycrocuta brevirostris). В печері знайдені викопні рештки кісток мастодонта, південного слона (Archidiskodon meridionalis), двох різновидів коней (Equus stenonis та дрібна Equus sp.), двох різновидів носорогів (стефаноринус (Stephanorhinus sp.) та еласмотерій (Elasmotherium sp.), велетенського верблюда (Paracamelus gigas), давнього великорогого оленя арверноцероса Верещагіна (Arvernoceros verestchagini), давніх биків лептобосів (Leptobos sp.), еобізона (Bison (Eobison) sp.), зайця-гіполагуса (Hypolagus brachygnathus), гвинторогих антилоп газеллоспір (Gazellospira torticornis), понтоцероса (Pontoceros ambiguus), дрібного їжатця Виноградова (Hystrix vinogradovi), невеликого вовка (Canis sp.), великої шаблезубої кішки гомотерія (Homotherium crenatidens), велетенського дманісійського страуса (жив у калабрійській епосі 2 млн років тому, сягав 3,5 м заввишки і важив близько 450 кг), а також тетерева, яструба, стрепета та дрібного сокола.
Поблизу печери були знайдені крем'яні відшарування віку приблизно 40 тис. років. У самій печері вчені не знайшли жодних археологічних свідчень перебування людини.
В серпні 2019 р. вчені «КФУ» знайшли у виявленій новій залі печери приблизно 2,5×2 м нові залишки тварин різних розмірів та чіткий кістяк змієподібної істоти завдовжки 1 м. Тоді ж стало відомо про взяття проб виявлених у печері у 2018 р. невідомих мікроорганізмів, приблизний вік яких може становити 5 млн років; також бралися проби мінералів і складу повітря, зокрема вуглекислого газу.
2 липня 2020 р. стало відомо, що представники «КФУ» та Інституту екології рослин і тварин Уральського відділення РАН виявили у «Тавриді» зуб і ребро молодого стефаноринуса — денного носорога, який сягав 2 м заввишки та 3,5 м завдовжки, а також кістки шаблезубого тигра та його жертв; вік знахідок — від 1.5 до 1.8 млн років (ранній плейстоцен). Загалом приблизний вік знахідок становить від 800 тис. до 2,5 млн років. За даними вчених, тварини, рештки яких були виявлені в печері, жили на перетині областей поширення середньої середземноморської та азійської фаун; серед них презентовані як лісові, так і лісостепові та степові види. Фауна печери Таврида має низку спільних форм із місцевістю Дманісі у Грузії, де були знайдені кісткові залишки давніх людей Homo erectus georgicus; відтак подальше вивчення печери становить додатковий інтерес у зв'язку з проблемою першого вселення до Європи ранніх представників роду Homo. При цьому було заявлено, що подібна знахідка є «першою на території Росії». Також було додано, що печера містить обширний спектр кісткових решток усіх груп хребетних тварин, відсутній в інших печерах. Зокрема, знайдені кістки білок вказують на те, що на місці розташування печери колись був ліс.

## Збереження
Всі галереї печери Таврида розташовані дуже близько до земної поверхні; частина з них перебуває під дорожнім полотном нової автомагістралі. За даними спелеологів, траса просіла приблизно на 1 метр.
Влітку 2018 р. ЗМІ повідомили, що окупаційна влада розглядає варіанти мінімізації збитків від будівництва для унікального об'єкта (укріплення плитами або спорудження над ним естакади) та з його перетворення в подальшому на туристичну пам'ятку.
У березні 2019 р. будівничі взялися до вкладання другого шару асфальтобетону на 850-метровій ділянці тимчасової об'їзної дороги вздовж печери; ця дорога мала дозволити продовжувати будівельні роботи на основному напрямку траси, не засипаючи ділянку печери. В липні 2019 р. над ділянкою печери, що проходить перпендикулярно до основного ходу траси, почалося спорудження 130-метрової розподільної залізобетонної плити завтовшки 1 м на фундаменті з 85 паль.
10 липня 2020 р. стало відомо, що на місці майбутнього науково-рекреаційного комплексу на базі печери Таврида розпочалися роботи з виймання ґрунту для будівництва екскурсійного виходу з печери, завершення яких було заплановане на кінець року; передбачалося, що туристи зможуть відвідати печеру в першій половині 2021 р.
В середині липня 2020 р. фахівці оголосили завершення чергового етапу палеонтологічних досліджень, під час яких на поверхню були підняті ще понад 200 мішків ґрунту з кістками доісторичних тварин (права стегнова кістка носорога стефаноринуса, ліва ліктьова кістка носорога еласмотерія, фрагменти метаподії слона, лопатка оленя, фрагмент рогу гірського барана, рештки стрепетів та велетенських страусів пахіострутіо тощо). Старший науковий співробітник лабораторії ссавців Палеонтологічного інституту ім. А. О. Борисяка РАН, кандидат біологічних наук Олександр Лавров (РФ) повідомив, що в цьому сезоні роботи були зосереджені на Південному коридорі, де були зроблені три повноцінні шурфи. Знахідки оброблялися на території «КФУ». Також він сповістив результати геофізичних досліджень, що вказали на наявність кількох камер усередині печери, та розповів про нещодавно знайдені два гроти. За словами Лаврова, праці вченим у печері стане ще приблизно на десять років: зокрема, дослідження лише «Гроту гієн», де у 2018 р. були виявлені численні кісткові рештки, триватиме ще мінімум два сезони. При цьому палеонтолог відкинув ідею можливого перебування в «Тавриді» давньої людини.
Наприкінці липня 2020 р. під час прес-конференції у Сімферополі наукова співробітниця заповідника Шульган-Таш (Башкортостан) Ольга Червяцова розповіла, що в печері «Таврида» були виявлені утворені внаслідок життєдіяльності прадавніх тварин унікальні мінерали — фосфати робертсит і кінґсмаунтит, які практично більше ніде не трапляються (останній був знайдений в одній з австралійських печер). Як було зазначено, вказані мінерали не допоможуть створити жодних матеріалів, корисних для промисловості та сільського господарства, однак можуть стати в нагоді під час деталізації історії печери від моменту її появлення. В той же час Геннадій Самохін розповів, що знайденими в «Тавриді» мінералами зацікавилися неназвані «колеги з Австрії», які взялися до праці над датуванням окремих примірників і дослідженням їхнього ізотопного складу; при цьому він додав, що залучати до праці зацікавлених палеонтологів з інших країн планується «на умовах партнерства, а не домінування», і що в Криму є фахівці, «здатні самостійно просувати цей проект у світовій науці», згодом передавши естафету «іноземним колегам».